# Ocean County
Ocean County är ett administrativt område längs Jersey Shore i delstaten New Jersey, USA. Ocean är ett av 21 countyn i delstaten och ligger i den tätbefolkade östcentrala delen av New Jersey, i södra delen av New Yorks storstadsregion. Vid 2010 års folkräkning hade Ocean County 576 567 invånare. Den administrativa huvudorten (county seat) är Toms River.
Delar av Joint Base McGuire–Dix–Lakehurst är belägen i countyt.

## Geografi
Enligt United States Census Bureau har countyt en total area på 2 372 km². 1 648 km² av den arean är land och 724 km² är vatten. 

### Angränsande countyn
- Monmouth County - nord
- Atlantic County - syd
- Burlington County - väst